# 神埼駅
神埼駅（かんざきえき）は、佐賀県神埼市神埼町田道ヶ里にある、九州旅客鉄道（JR九州）長崎本線の駅である。駅番号はJH06。旧・神埼町及び神埼市の中心駅である。3度駅名改称を経験している。

## 歴史
- 1891年（明治24年）8月20日：九州鉄道（初代）の神崎駅（かんざきえき）として開設[2]。
- 1907年（明治40年）
  - 7月1日：九州鉄道国有化により帝国鉄道庁に移管[2]。
  - 11月1日：神埼駅（かんざきえき）に改称[2]。山偏が土偏に。
- 1945年（昭和20年）5月1日：神崎駅（現・尼崎駅）と区別するため、肥前神埼駅（ひぜんかんざきえき）に改称[3]。
- 1956年（昭和31年）4月10日：再度神埼駅（かんざきえき）に改称[2]。
- 1976年（昭和51年）
  - 2月19日：専用線発着を除く車扱貨物取扱廃止[2]。
  - 10月25日：神埼駅発博多駅行きのお召し列車が運行（第31回国民体育大会開催に合わせて来県した昭和天皇が乗車）[4]。
- 1985年（昭和60年）3月14日：荷物扱い廃止[2]。
- 1987年（昭和62年）4月1日：国鉄分割民営化に伴い、JR九州・JR貨物に移管[2]。
- 1997年（平成9年）3月22日：貨物列車設定廃止[2]。駅東側にある三愛石油佐賀営業所（油槽所）へ至る専用線があり、鶴崎駅から石油輸送貨物列車が運行されていた。
- 2007年（平成19年）4月1日：JR貨物の駅が廃止され、貨物取扱廃止。
- 2009年（平成21年）3月1日：ICカード「SUGOCA」の利用を開始[5]。
- 2023年（令和5年）10月1日：業務委託駅の直営化により、直営駅に変更。

## 駅構造

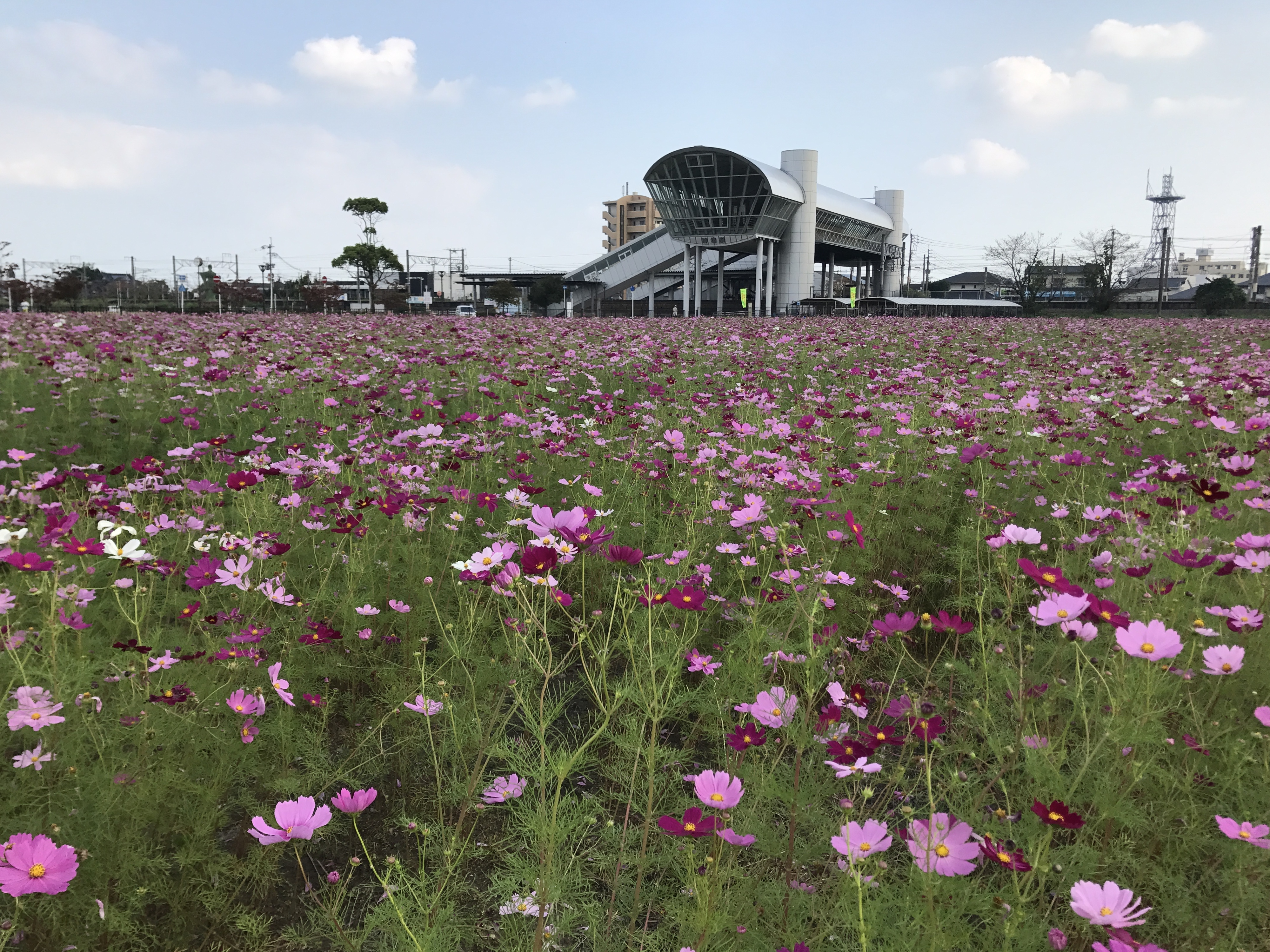
駅遠景（2017年10月）

単式ホーム1面1線と島式ホーム1面2線、計2面3線を有する地上駅。弥生時代の高床倉庫をイメージしたデザインの橋上駅舎を備える。
南口・北口共にエレベータを備える他、鳥栖・博多方面への列車が発着する2・3番線ホーム（島式ホーム）にもエレベータが通じている。また、佐賀方面への列車が発着する1番線（単式ホーム）にもエレベータが通じている。特急列車待避は2021年3月13日ダイヤ改正では上り2本、下り2本で、島式ホーム南側の2番線に入る。ホームは817系電車に対応して2両分が嵩上げされており、段差無しで乗降出来る。

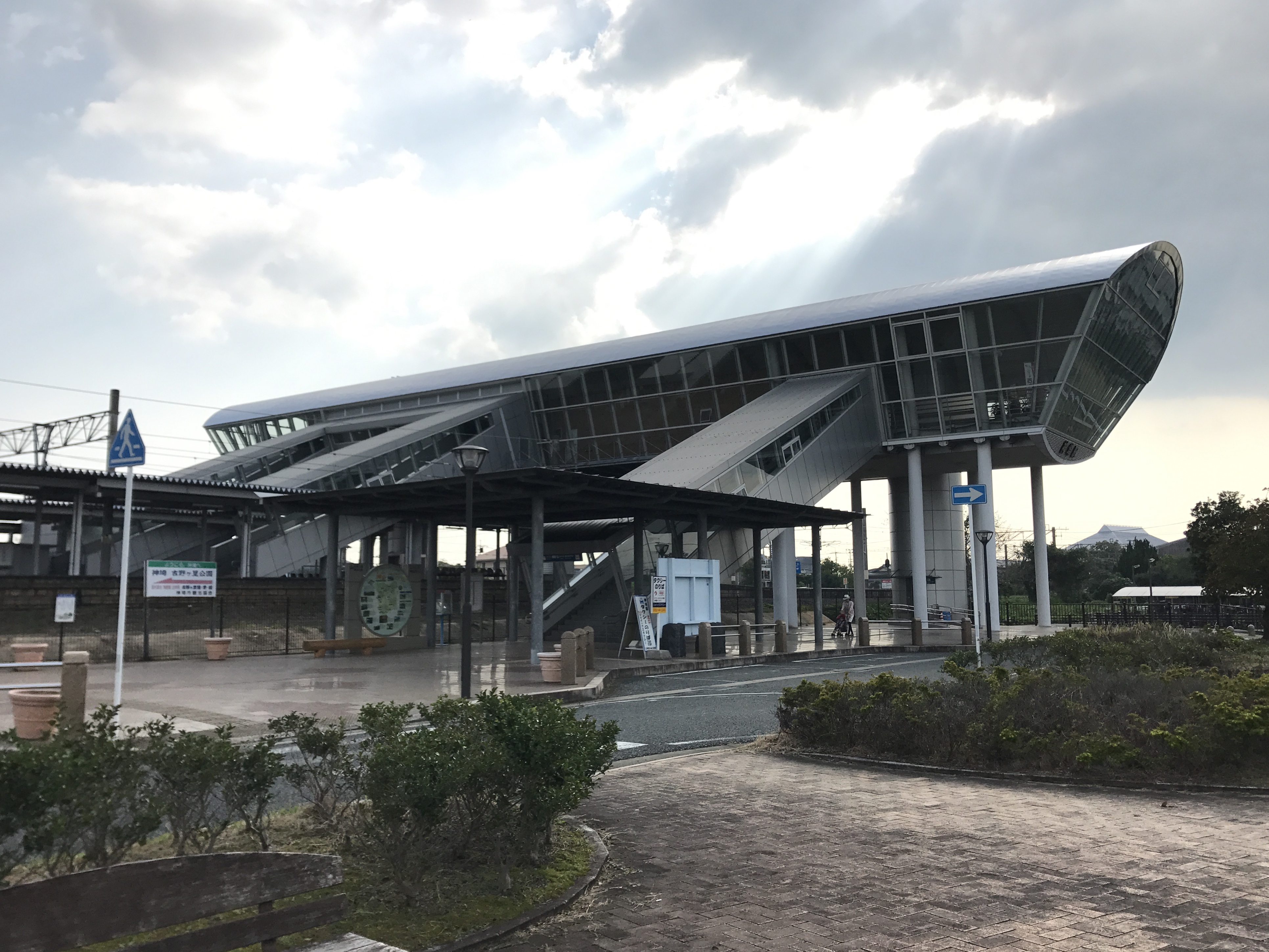
北口（2017年10月）

JR九州本体が運営する直営駅だが、駅長の配置はなく、出札要員が派遣されている。2023年9月30日まではJR九州サービスサポートが駅業務を受託する業務委託駅であった。窓口や自動券売機も設置されている。また、SUGOCAはチャージでき、改札や自販機で使用可能。

### のりば
| のりば | 路線     | 方向 | 行先                           | 備考                                  |
| ------ | -------- | ---- | ------------------------------ | ------------------------------------- |
| 1      | 長崎本線 | 下り | 佐賀・江北・肥前鹿島・早岐方面 |                                       |
| 2      | 長崎本線 | 下り | 佐賀・江北・肥前鹿島・早岐方面 | 一部列車のみ 待避線としても使用される |
| 2      | 長崎本線 | 上り | 鳥栖・博多方面                 | 一部列車のみ 待避線としても使用される |
| 3      | 長崎本線 | 上り | 鳥栖・博多方面                 |                                       |

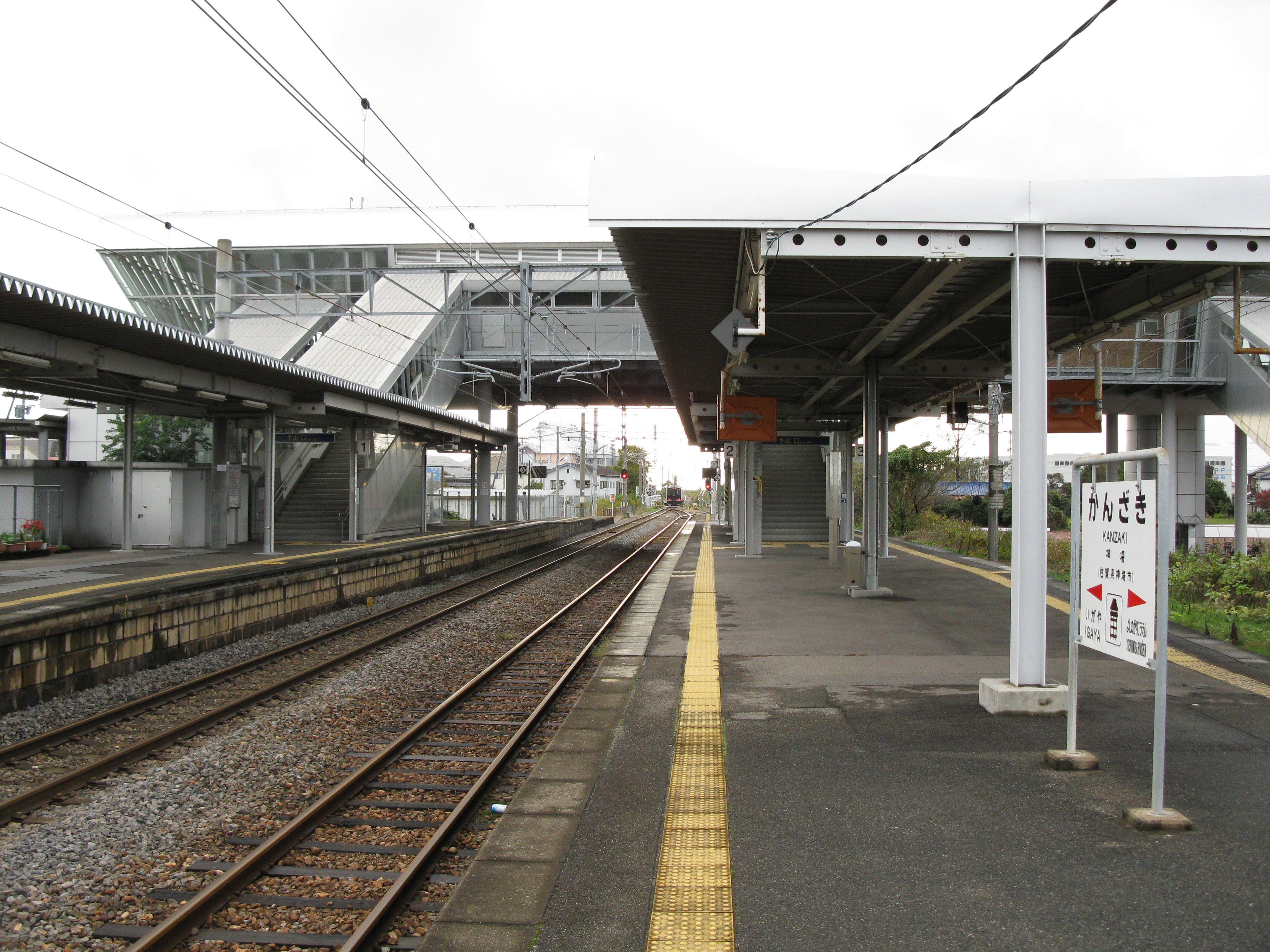
ホーム（2009年11月）
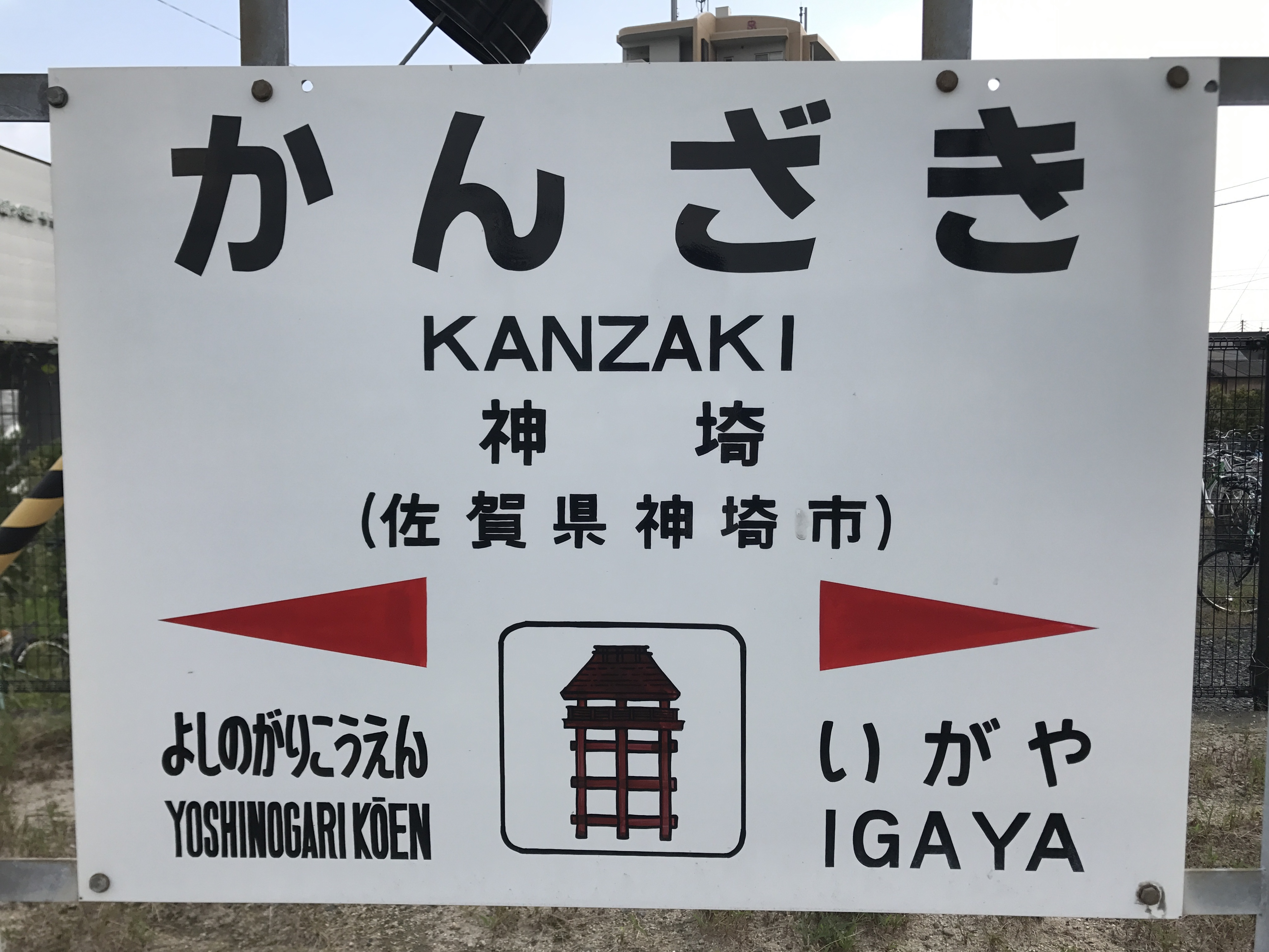
駅名標（イラストは吉野ヶ里遺跡の物見櫓）

## 利用状況
2023年（令和5年）度の1日平均乗車人員は1,440人である。
近年の1日平均乗車人員は以下の通り。
| 年度   | 1日平均 乗車人員 |
| ------ | ---------------- |
| 2000年 | 1,352            |
| 2001年 | 1,373            |
| 2002年 | 1,342            |
| 2003年 | 1,330            |
| 2004年 | 1,376            |
| 2005年 | 1,446            |
| 2006年 | 1,493            |
| 2007年 | 1,531            |
| 2008年 | 1,589            |
| 2009年 | 1,589            |
| 2010年 | 1,551            |
| 2011年 | 1,619            |
| 2012年 | 1,641            |
| 2013年 | 1,681            |
| 2014年 | 1,602            |
| 2015年 | 1,602            |
| 2016年 | 1,616            |
| 2017年 | 1,596            |
| 2018年 | 1,602            |
| 2019年 | 1,645            |
| 2020年 | 1,274            |
| 2021年 | 1,308            |
| 2022年 | 1,381            |
| 2023年 | 1,440            |

## 駅周辺
駅の南側は神埼市の市街地であり、マンションやアパート、住宅地やスーパーマーケットや病院などが多く立ち並んでいる。この周辺では住宅街の建築が現在でも続いている。九年庵、仁比山神社、仁比山地蔵院などは当駅より北へ5kmほど離れている。
- 神埼市役所
- 佐賀県立神埼高等学校 現在は移転しているが、以前は近くに校舎があった。
- 国道34号 - 駅の南側を長崎本線に並行して通る。
- 佐賀県道222号肥前神埼停車場線 - 駅前と国道34号を結ぶ。
- 神埼市立神埼中学校
- 吉野ヶ里遺跡
- 三愛石油佐賀営業所
- ヤクルト本社佐賀工場
- 櫛田宮
- 佐賀県立神埼清明高等学校
- 西九州大学（当駅北口からシャトルバスが運行している）
- 神埼市中央公園（グラウンド、体育館、テニスコート）
- 神埼市中央公民館
- 神埼市中央交流センター（神埼市立図書館）
- 神埼病院
- 佐賀信用金庫 神埼支店

### バス路線
- 駅南口に3社の駅前停留所があるが、事業者により停留所位置が異なる。
  - 西鉄バス（西鉄バス佐賀）「神埼駅」停留所
    - 43：目達原・中原・JR鳥栖駅方面

  - ジョイックス交通 三瀬・神埼線「神埼駅前」停留所 - ロータリー外
    - 横武・仁比山・広滝・三瀬（三瀬支所）方面

  - 神埼市巡回バス「神埼駅」停留所 - 駅南口前ロータリー内
    - 北部コース
    - 中部コース
- 「神埼駅通り」停留所 - 駅南側の国道34号線上、神埼駅前交差点付近。駅から約300m。
  - 西鉄バス
    - 40：佐賀（佐賀駅バスセンター・佐賀第二合同庁舎）・目達原・久留米（長門石・JR久留米駅・西鉄久留米・信愛女学院）方面
    - 高速：佐賀・福岡空港方面

  - ※このほか、上記の西鉄バス43番系統やジョイックス交通三瀬・神埼線も停車する。

## その他
- 通常は普通列車と区間快速のみ客扱いを行う。かつて、毎年11月に行われる、国の名勝九年庵の一般公開期間中に限り、特急列車みどりやハウステンボスが停車していた。また、佐賀インターナショナルバルーンフェスタや有田陶器市開催中は快速列車が停車する。
- 吉野ヶ里歴史公園の最寄り駅の一つであり、駅前に卑弥呼の銅像が建てられている。左手で指差す先（東北東約600m）には吉野ヶ里遺跡があり、右手で持っているのは同遺跡から出土した巴形銅器を模したものである。
- 神埼駅から公園西口（遊びの原）まで徒歩15分であり、最寄り駅の一つである。

## 隣の駅
九州旅客鉄道（JR九州）
 長崎本線
■区間快速（上りのみ運転）・■普通
吉野ケ里公園駅 (JH05) - 神埼駅 (JH06) - 伊賀屋駅 (JH07)